# التوادر
قرية التوادر هي إحدى القرى التابعة لمركز البلينا بمحافظة سوهاج في جمهورية مصر العربية. حسب إحصاءات سنة 2006، بلغ إجمالي السكان في التوادر 4687 نسمة، منهم 2189 رجل و2498 امرأة.